# ريوجي إيشيدزوإيه
ريوجِ إيشيدْزُإيه (باليابانية: 石末 龍治) (22 يوليو 1964 في إتامي في اليابان – )؛ هو لاعب كرة قدم ياباني سابق كان يلعب كحارس مرمى.

## وصلات خارجية
- ريوجي إيشيدزوإيه على موقع رابطة كرة القدم اليابانية للمحترفين (اليابانية)
- ريوجي إيشيدزوإيه على موقع عالم كرة القدم.نت (الإنجليزية)